# Николай Софийски
Свети мъченик Николай Софийски е един от общо деветимата софийски мъченици за православната вяра. Чества се всяка година на 17 май.

## Биография
Според житието на светеца, Николай се родил в Янина, Епир. Бил обущар – личен, благочестив и трудолюбив, но като дошъл в София, османците почнали да го съблазняват да приеме тяхната вяра. Той бил твърд в православната си вяра и тогава османските големци решили с измама да го накарат да приеме тяхната вяра. Поканили го на обяд, сложили в кафето му приспивателно и като заспал го обрязали в мюсюлманския религиозен обред. Николай, като разбрал какво са сторили османските големци, избягал и една година се крил вкъщи. Османците го канили да ходи на джамия, но той твърдо отказал. Тогава бил вързан и подложен на мъчения. Завлекли го при кадията, но той не го намерил за виновен и казал да го пуснат, обаче озлобялата тълпа го повлякла до местността Ючбунар и го убила с камъни на 17 май 1555 г.
След смъртта му тленните му останки били изгорени на гробището с име Търницата, а пепелта – разпиляна, та да не остане никакъв спомен от него, но софийският духовник Матей Граматик заръчал на едно момче да събере частици от неговите мощи и християните тайно ги погребали.

## Канонизация, служба и житие
Митрополит Яков Софийски свикал събор и прославил новия светец за вярата. Той положил мощите на мъченика (части от черепа и костите му) в ковчега с мощите на покровителя на София – светия крал Милутин в църквата „Свети Архангел Михаил“. По-късно част от светите му мощи били прибрани в дървен храм. Софийският книжовник дякон Матей Граматик, съвременник на Свети Николай Нови Софийски и очевидец на неговите страдания и смърт, написал служба и пространно житие на светеца. Днес ръкописът се съхранява в Национални църковен историко-археологически институт при Светия Синод в София.

### Храмове на светеца
Днес на мястото на убийството на светеца в местността Ючбунар на улица „Цар Симеон“ 125 в столицата на България има малък параклис, а в градината с паметника на одринското опълчение наблизо е голямата църква посветена нему – „Свети Николай Софийски“, втора по големина в София след „Свети Александър Невски“, която е построена по проект на архитект Антон Торньов.
През 2010 година е осветен храм в чест на Свети Николай Софийски е село Черногор, Тутраканско. Черквата е осветена от Русенския митрополит Неофит.

## Памет
На свети Никола Нови е наречена улица в квартал „Надежда II“ в София (Карта).